# Прапор Чугуївського району
Пра́пор Чугу́ївського райо́ну — офіційний символ Чугуївського району Харківської області, затверджений 23 квітня 2003 року рішенням сесії Чугуївської районної ради.

## Опис
Прапор являє собою прямокутне двостороннє малинове полотнище, що має співвідношення сторін 2:3, в центрі якого міститься герб району. Висота гербового щита дорівнює половині ширини прапора.
Герб району являє собою геральдичний щит, розділений на 3 частини, обрамлений золотою каймою, навколо якого розташований вінок у вигляді колосся, оповитого синьо-жовтою стрічкою. Верхня частина щита містить один з елементів герба Харківської області. У нижній лівій частині розташовано сніп золотої пшениці на срібному тлі, а в правій зображено дубовий листок на срібному тлі.